# Prospetto informativo
Per prospetto informativo si intende, nell'ambito dei mercati finanziari, la documentazione informativa predisposta ai fini di informazione del pubblico degli investitori.
La definizione di prospetto informativo, nel diritto dei mercati finanziari italiano, deriva principalmente dalla Direttiva 2003/71/CE, e dal relativo regolamento di attuazione dell'anno successivo (Regolamento 809/2004/CE).
Secondo la disciplina primaria e secondaria attualmente vigente, il prospetto informativo si compone di: Documento di Registrazione, Nota Informativa sugli Strumenti Finanziari e Nota di Sintesi.
Il contenuto minimo del Documento di Registrazione (per esteso: "documento di registrazione sull'emittente") è disciplinato, a seconda della tipologia di soggetto che ha emesso gli strumenti finanziari oggetto del prospetto informativo, da uno degli schemi allegati al citato regolamento 809/2004/CE. La funzione di tale documento è quella di dare al pubblico degli investitori informazioni precise ed aggiornate circa il soggetto che ha emesso (il cosiddetto Emittente) gli strumenti finanziari.